# 린다 박
린다 박(Linda Park, 1978년 7월 9일 ~ )은 한국계 미국인 배우이다.